# キリシマツツジ
キリシマ (霧島、学名Rhododendron obtusum)は、ツツジ科の植物の一種。別名キリシマツツジ（霧島躑躅）。
常緑低木で、4月から5月頃に小ぶりの花を開花させる。庭木や公園木にしたり、鉢植や切花に使われる。多くの園芸品種がある。 
鹿児島県下の霧島山の山中に自生するツツジの中から江戸時代初期に選抜されたもので、関東の土壌が生育に適していたこともあって江戸を中心に爆発的に流行した。
日本最古の園芸書『花壇綱目』（1681年）や『錦繡枕』（1692年）などに多数の品種が記載されている。その後全国に広がり、各地に古木が残存する。また、日本のみならず欧米でも、江戸時代末期から明治時代に輸出されたものが今日でも重要な造園用樹として盛んに利用されている。
また、宮崎県えびの市にあった大河平小学校の庭に植えられているもの（通称：大河平つつじ）は、真紅に染まっており、ほかの場所に植え替えてもこの赤さにはならないとの伝説もある。
大隅半島と薩摩半島に分布するサタツツジ (佐田躑躅、別名ヒメマルバサツキ、学名Rhododendron sataense)を本種R.obtusumに含める見解もある。